# Dżanin (Syria)
Dżanin (arab. جنين) – wieś w Syrii, w muhafazie Tartus. W 2004 roku liczyła 896 mieszkańców.